# Javon East
Javon Romario East (Payne Land, Kingston, Jamaica, 22 de marzo de 1995) es un futbolista jamaicano que juega como delantero, actualmente milita en el Hapoel Haifa FC de la Liga Premier de Israel.

## Trayectoria

### Inicios
East nació en Kingston específicamente en el barrio Payne Land, una zona conflictiva por las guerras de pandillas y que golpeó a su familia mediante el asesinato de su hermana Alethia Henry. Desde ese día consiguió con mucho sufrimiento no caer en el juego de las pandillas de uno de los barrios más peligrosos de su país, sino por el contrario, el fútbol fue su salvación. Inició en el deporte a partir de los seis años, jugando con niños mucho mayores que él y en su progreso lo hicieron ver como inspiración. Representó a la Calabar High School en la Manning Cup cuando estaba en la secundaria.

### Portmore United F. C.
Empezó su carrera deportiva en la temporada 2013-14 con el Portmore United de la Liga Premier Nacional. Hizo su debut el 20 de febrero de 2014, al ingresar de cambio por Paul Wilson al minuto 64' cuando su equipo perdía por 1-0 contra el Waterhouse, por la fecha 21 de liga. Con solo 277 minutos de acción en siete compromisos disputados y para los intereses del club, este terminó relegado a la segunda categoría. East se mantuvo en el plantel por este periodo hasta que el Portmore volvió a posicionarse en la máxima división.
A partir de ese momento, East tomó relevancia en el equipo y fue en la temporada 2015-16 que marcó once goles en veinticuatro juegos. Guio a su club hasta la final del torneo pero perdió por 2-1 contra el Montego Bay el 1 de mayo de 2016.
Para la temporada 2016-17, East hizo 35 apariciones y marcó 7 goles mientras que su equipo volvió a hacerse con el subcampeonato del torneo al perder la final ante el Arnett Gardens. También se dio su debut internacional por el Campeonato de Clubes de la CFU el 16 de marzo de 2017, donde participó veinte minutos de la victoria a domicilio sobre el Puerto Rico.
Javon se proclamó campeón con su club en dos temporadas consecutivas en los periodos 2017-18 y 2018-19, siendo subgoleador de ambas competencias por un gol de diferencia con respecto a los líderes. Finalizó su etapa en el Portmore con 146 partidos disputados y 53 anotaciones entre torneo nacional y continental. A nivel internacional también se hizo con el título del Campeonato de Clubes de la CFU en 2019.

### Santos de Guápiles
El 13 de junio de 2019, tras pasar un reconocimiento médico, se oficializó el fichaje de East al Santos de Guápiles de Costa Rica, donde firmó un acuerdo inicial de préstamo por un año con posibilidad de extensión a dos años más.
Su debut en el Torneo de Apertura 2019 se produjo el 21 de julio, por la primera fecha de visita ante el Cartaginés. East alineó como titular del entrenador Johnny Chaves con la dorsal «10», salió de cambio al minuto 69' por Edder Solórzano y el partido terminó en empate sin goles. Dio una asistencia y marcó sus primeros dos tantos de la competencia el 28 de julio sobre el Deportivo Saprissa, para el triunfo contundente por 4-0 en condición de local. En el mes de septiembre trascendió el interés del Herediano en hacerse con la ficha del jugador, pero declinó su atención tras conocerse la cláusula de rescisión de 250 mil dólares. El 3 de octubre se anunció que el Santos hizo efectiva la opción de compra del delantero y quedó ligado por tres años hasta el 2022, manteniendo el monto de su cláusula de salida. Al finalizar el torneo, Javon jugó en 18 partidos, marcando 10 goles, pero la temporada fue menos exitosa para el Santos ya que terminaron en el décimo lugar.
East empezó el Torneo de Clausura 2020 con una suspensión de tres partidos producto de una expulsión en el último partido del certamen anterior, por lo que debió esperar hasta el 26 de enero para su debut, el cual se dio de buena forma al marcar uno de goles de la victoria 3-0 sobre La U. El 5 de febrero fue la figura del partido tras destaparse con un triplete en el juego que terminó 5-2 a favor de los santistas frente a San Carlos. Mejoró sus estadísticas al cierre de la competencia, en la que marcó 11 goles —con dos dobletes— en 18 partidos.

### A. D. San Carlos
El 10 de agosto de 2020, el equipo de San Carlos anunció un acuerdo con el jugador y con la directiva de Santos para ficharlo en condición de préstamo por un año. Su primer partido oficial lo disputó el 16 de agosto jugando los últimos veintidós minutos del triunfo a domicilio 0-1 contra Jicaral. Para el Torneo de Apertura, East fue criticado por su rendimiento de apenas un gol en doce compromisos. El 8 de noviembre se anunció su salida del cuadro sancarleño por decisión del cuerpo técnico encabezado por Jeaustin Campos, quien indicó que East mostraba indisciplina previo a los partidos donde en uno de ellos se negó a salir a calentar.

### Santos de Guápiles
Luego de su efímero paso por San Carlos, East regresó al Santos a partir del Torneo de Clausura 2021. Jugó su primer partido el 14 de enero con derrota 1-0 ante el Cartaginés. Tres días después se reencontró con la anotación al marcar para el triunfo 2-0 frente a Pérez Zeledón. Poco a poco fue recuperando su nivel que tuvo en su primera etapa santista hasta volverse clave en la clasificación de su conjunto a las semifinales. En esta serie pudo marcar el tanto del descuento 2-1 contra Herediano por el duelo de ida, pero no le alcanzó a su club para acceder a la ronda final con el empate 0-0 en la vuelta. East tuvo 23 apariciones, marcó 13 goles y puso 4 asistencias. Además, recibió el galardón de máximo goleador de la competencia compartiendo el puesto con Johan Venegas.
Para la siguiente temporada, East asumió un rol diferente en el equipo al convertirse en el futbolista santista con más asistencias brindadas, con 10, y fue segundo en este parámetro por detrás de las 12 conseguidas por Randall Azofeifa de Sporting durante el Torneo Apertura 2021. Asimismo, su aporte goleador disminuyó en comparación con el de la campaña anterior al sumar 5 anotaciones en 19 partidos, pero ayudó a Santos a clasificarse a las semifinales. Al finalizar el torneo se reveló su nuevo monto de salida por 150 mil dólares.
El Torneo de Clausura 2022 fue el último que disputó East en su segunda etapa como santista, sumando 9 apariciones, 3 goles y 4 asistencias. Surgió el rumor sobre el interés de Alajuelense, pero no hubo negociaciones formales.

### Deportivo Saprissa
El 1 de julio de 2022, diversos medios indicaron una posible transferencia del jugador al Deportivo Saprissa. El 4 de julio se oficializó su llegada al cuadro morado y quedó ligado hasta mayo de 2025.

### Hapoel Haifa FC
El 30 de enero de 2025 se oficializa su llegada al Hapoel Haifa FC de la Liga Premier de Israel Antes de irse a Israel, Javon tuvo oferta de su antiguo club, el Santos de Guápiles y se rumoraba que también de Liga Deportiva Alajuelense, sin embargo el caribeño terminó yéndose a Medio Oriente.

## Selección nacional
Hizo su debut internacional con la selección de Jamaica el 30 de enero de 2018, en un amistoso celebrado en Antalya, Turquía, contra el combinado de Corea del Sur (2-2), donde East alineó como titular y salió de cambio por Maalique Foster al minuto 68'.
Integró la nómina que disputó la eliminatoria hacia la Liga de Naciones de la Concacaf, jugando su primer partido el 9 de septiembre de 2018 con la victoria 4-0 sobre Islas Caimán. Su selección accedió a un lugar para la Liga B del torneo del área. En dicha competencia, East logró su primer gol el 18 de noviembre de 2019 para el empate 1-1 ante Guyana.
Fue convocado para los partidos válidos por la eliminatoria al Mundial 2022, teniendo un rol de relevo en seis compromisos. Jamaica finalmente quedó eliminada de ir a la justa mundialista.

### Participaciones internacionales
| Competición                             | Sede              | Resultado        | Partidos | Goles |
| --------------------------------------- | ----------------- | ---------------- | -------- | ----- |
| Liga de Naciones de la Concacaf 2019-20 | Países del Caribe | Ascenso a Liga A | 3        | 1     |

## Estadísticas

### Clubes
Actualizado al último partido jugado el 15 de diciembre de 2022.
| Portmore United F. C. Jamaica | 1.ª           | 2015-16       | 4   | 0   | —  | —   | 4   | 0    | 0,00 |
| Portmore United F. C. Jamaica | 1.ª           | 2016-17       | 35  | 7   | 4  | 0   | 39  | 7    | 0,18 |
| Portmore United F. C. Jamaica | 1.ª           | 2017-18       | 34  | 15  | 5  | 3   | 39  | 18   | 0,46 |
| Portmore United F. C. Jamaica | 1.ª           | 2018-19       | 29  | 12  | 7  | 5   | 36  | 17   | 0,47 |
| Portmore United F. C. Jamaica | Total club    | Total club    | 122 | 45  | 17 | 8   | 118 | 42   | 0,36 |
| Santos de Guápiles · Costa Rica |               |               |     |     |    |     |     |      |      |
| 1.ª | 2019-20       | 36            | 21  | —   | —  | 36  | 21  | 0,58 |      |
| Total club | Total club    | 36            | 21  | —   | —  | 36  | 21  | 0,58 |      |
| A. D. San Carlos · Costa Rica |               |               |     |     |    |     |     |      |      |
| 1.ª | 2020-21       | 12            | 1   | —   | —  | 12  | 1   | 0,08 |      |
| Total club | Total club    | 12            | 1   | —   | —  | 12  | 1   | 0,08 |      |
| Santos de Guápiles · Costa Rica |               |               |     |     |    |     |     |      |      |
| 1.ª | 2020-21       | 23            | 13  | —   | —  | 23  | 13  | 0,57 |      |
| 1.ª | 2021-22       | 28            | 8   | 6   | 1  | 34  | 9   | 0,26 |      |
| Total club | Total club    | 51            | 21  | 6   | 1  | 57  | 22  | 0,39 |      |
| Deportivo Saprissa · Costa Rica |               |               |     |     |    |     |     |      |      |
| 1.ª | 2022-23       | 44            | 13  | 0   | 0  | 44  | 13  | 0,30 |      |
| 1.ª | 2023-24       | 54            | 22  | 10  | 4  | 64  | 26  | 0,41 |      |
| 1.ª | 2024-25       | 28            | 11  | 8   | 4  | 36  | 15  | 0,42 |      |
| Total club | Total club    | 126           | 46  | 18  | 8  | 144 | 54  | 0,38 |      |
| Total carrera | Total carrera | Total carrera | 347 | 134 | 41 | 17  | 367 | 140  | 0,38 |
| (1) Incluye datos del Campeonato de Clubes de la CFU (2017-19) / Liga Concacaf (2018-21) / Liga de Campeones de la Concacaf (2022). (2) No incluye goles en partidos amistosos. |               |               |     |     |    |     |     |      |      |

### Selección
Actualizado al último partido jugado el 2 de febrero de 2022.
| Jamaica |                 |   |   |   |   |   |   |    |   |
| 2018 | —               | — | 3 | 0 | 5 | 0 | 8 | 0  |   |
| 2019 | 3               | 1 | — | — | 1 | 0 | 4 | 1  |   |
| 2020 | —               | — | — | — | 1 | 1 | 1 | 1  |   |
| 2021 | —               | — | 5 | 0 | 1 | 0 | 6 | 0  |   |
| 2022 | —               | — | 1 | 0 | — | — | 1 | 0  |   |
| Total selección | Total selección | 3 | 1 | 9 | 0 | 8 | 1 | 20 | 2 |
| (1) Incluye datos de la Liga de Naciones de la Concacaf (2019). (2) Incluye datos de la Clasificación para la Liga de Naciones (2018-19) / Eliminatoria de Concacaf a la Copa Mundial (2021-22). |                 |   |   |   |   |   |   |    |   |

#### Goles internacionales
| # | Fecha                   | Lugar                                                  | Rival          | Gol | Resultado | Competición              |
| - | ----------------------- | ------------------------------------------------------ | -------------- | --- | --------- | ------------------------ |
| 1 | 18 de noviembre de 2019 | Montego Bay Sports Complex, Montego Bay, Jamaica       | Guyana         | 1-1 | 1-1       | Liga de Naciones 2019-20 |
| 2 | 17 de noviembre de 2020 | Estadio Príncipe Faisal bin Fahd, Riad, Arabia Saudita | Arabia Saudita | 1-2 | 1-2       | Amistoso                 |

## Palmarés

### Títulos nacionales
| Título                         | Club                 | País       | Año  |
| ------------------------------ | -------------------- | ---------- | ---- |
| Liga Premier de Jamaica        | Portmore United F. C | Jamaica    | 2018 |
| Liga Premier de Jamaica        | Portmore United F. C | Jamaica    | 2019 |
| Primera División de Costa Rica | Deportivo Saprissa   | Costa Rica | 2022 |
| Primera División de Costa Rica | Deportivo Saprissa   | Costa Rica | 2023 |
| Supercopa de Costa Rica        | Deportivo Saprissa   | Costa Rica | 2023 |
| Primera División de Costa Rica | Deportivo Saprissa   | Costa Rica | 2023 |
| Primera División de Costa Rica | Deportivo Saprissa   | Costa Rica | 2024 |

### Títulos internacionales
| Título                         | Club                | Sede    | Año  |
| ------------------------------ | ------------------- | ------- | ---- |
| Campeonato de Clubes de la CFU | Portmore United F.C | Jamaica | 2019 |

### Distinciones individuales
| Distinción                                                                          | Año  |
| ----------------------------------------------------------------------------------- | ---- |
| Máximo goleador de la Primera División de Costa Rica del Torneo Clausura (13 goles) | 2021 |
| Máximo goleador del Torneo de Copa de Costa Rica (5 goles)                          | 2022 |